# Нитченко, Андрей Николаевич
Андрей Николаевич Нитченко (род. 20 апреля 1983, Инта, СССР) — российский поэт.

## Биография
Детство провёл в городе Инта в Коми АССР. Окончил филологический факультет Сыктывкарского университета, аспирантуру Ярославского университета. Публиковался в газетах «Красное знамя», «Панорама столицы», «Трибуна», «Литературная газета», «толстых» литературных журналах «Арион», «День и ночь», интернет-журнале «Пролог», CD-журнале «Девушка с веслом», сборнике «Новые писатели России».
Лауреат ряда литературных премий: Илья-Премия (2004); Волошинский литературный конкурс («стихотворения на крымскую тематику», 2004); Независимая литературная премия «Дебют» (2005), номинация «литература духовного поиска», международной премии «Содружество дебютов» (2008).

## Издания
- Водомер. — М.: Алгоритм, 2005. — (серия «Илья-Премия»)
- Переводы на человеческий. — Таганрог: Нюанс, 2011.